# Paul Hubbard
Paul Hubbard Jr. (Colorado Springs, 12 giugno 1985) è un giocatore di football americano statunitense che gioca con i Buffalo Bills.

## Carriera universitaria
Ha giocato con i Waconsin Badgers squadra rappresentativa dell'università del Wisconsin.

## Carriera professionistica

### Cleveland Browns
Al draft NFL 2008 è stato selezionato come 191a scelta dai Cleveland Browns ma non ha giocato nessuna partita della stagione regolare.

### Oakland Raiders
Il 10 settembre 2009 firma con la squadra di allenamento degli Oakland Raiders, rimanendo fuori per tutta la stagione.
Il 13 gennaio 2010 firma per un eventuale futuro contratto.
Il 30 agosto viene svincolato dai Raiders.

### Buffalo Bills
Il 6 settembre 2010 firma con la squadra di allenamento dei Bills. Ha debuttato nella NFL il 2 gennaio 2011 contro i New York Jets nella ultima partita della stagione regolare indossando la maglia numero 17.

## Statistiche

### Stagione regolare
Legenda: PG=Partite giocate PT=Partite da titolare R=Ricezioni YR=Yard su ricezione TR=Touchdown su ricezione RF=Fumble su ricezione.
| Stagione | Squadra          | PG | PT | R | YR | TR | RF |
| -------- | ---------------- | -- | -- | - | -- | -- | -- |
| 2009     | Cleveland Browns | 0  | 0  | 0 | 0  | 0  | 0  |
| 2010     | Buffalo Bills    | 1  | 1  | 1 | 8  | 0  | 0  |

### Record personali in una stagione
Legenda: YR=Yard su ricezione TR=Touchdown su ricezione.
| YR      | TR |
| ------- | -- |
| 8 ('10) | -  |

## Vittorie e premi
Nessuno.